# Viggo Jensen (Fußballspieler)
Viggo Biehl Jensen (* 15. September 1947 in Esbjerg) ist ein ehemaliger dänischer Fußballspieler, -trainer und Funktionär.

## Karriere als Spieler

### Vereine
Jensen spielte von 1953 bis 1965 in der Jugend für Skærbæk IF, Thor Odense und B 1909 Odense. 1966 wurde er vom Erstligisten und amtierenden Meister Esbjerg fB verpflichtet. In den ersten beiden Spielzeiten kam Jensen zu keinem Ligaspieleinsatz. Sein Debüt gab er erst am 28. April 1968 (4. Spieltag) bei der 0:2-Niederlage im Auswärtsspiel gegen BK Frem København. Sein erstes Ligator erzielte er am 6. Oktober 1968 (19. Spieltag) beim 5:1-Sieg im Heimspiel gegen B 1909 mit dem Treffer zum zwischenzeitlichen 3:1. Nach neun Ligaspielen und zwei Toren, bestritt Jensen in der Folgespielzeit nur noch sechs Ligaspiele, sein letztes am 5. Oktober 1969 (18. Spieltag) bei der 0:3-Niederlage im Heimspiel gegen B 1909 Odense. 1970 wechselte Jensen zum Mitabsteiger B 1909 mit dem 1971 der Auf- und 1972 der sofortige Wiederabstieg erfolgte.
Noch während der laufenden Spielzeit wurde er zur Saison 1973/74 vom Bundesligisten FC Bayern München verpflichtet. Sein erstes von nur fünf Spielen bestritt er am 10. November 1973 (15. Spieltag) beim 4:1-Sieg im Heimspiel gegen den Hamburger SV. Am 20. März 1974 kam er im Viertelfinal-Rückspiel bei der 1:2-Niederlage bei ZSKA Sofia im Europapokal der Landesmeister zum internationalen Einsatz. Da er sich bei den Bayern nicht durchzusetzen vermochte, wechselte er als Deutscher Meister und Europapokal-Sieger 1974 zum Zweitligisten SpVgg Fürth.
Nach vier Jahren, 102 Ligaspielen, fünf Toren und drei Einsätze im DFB-Pokal-Wettbewerb, kehrte Jensen nach Dänemark zurück und spielte zwei Jahre für Odense BK und erneut für B 1909 Odense, bei dem er 1980 seine Spielerkarriere beendete.

### Nationalmannschaft
Jensen gab sein Debüt im Nationaltrikot am 1. September 1970 in Naestved beim 2:2-Unentschieden der U-21-Nationalmannschaft gegen die U-21 Polens. Sein letztes Spiel für diese Auswahlmannschaft bestritt er am 14. November 1972 in Esbjerg, das gegen Polen mit 0:2 verloren wurde.
Von 1971 und 1973 trug er achtmal das Trikot der A-Nationalmannschaft; erstmals am 30. Juni 1971 in Kopenhagen bei der 1:3-Niederlage im Test-Länderspiel gegen die Nationalmannschaft Deutschlands. Sein letztes Länderspiel bestritt er am 21. November 1973 in Paris bei der 0:3-Niederlage gegen die Nationalmannschaft Frankreichs.

## Karriere als Trainer und Funktionär
Jensen betreute zu Beginn seiner Trainerkarriere zunächst einige unterklassige dänische Vereine. 1988 wurde er zum Trainer des Jahres in Dänemark gewählt. 1989 bekleidete er parallel zu seiner Tätigkeit in Silkeborg das Amt des Trainers der dänischen U-21-Nationalmannschaft. Nach einem Intermezzo beim schwedischen Erstligisten Malmö FF kehrte er zurück nach Dänemark und übernahm in relativ kurzen Abständen die Trainerämter in Odense, Viborg, Aarhus, Esbjerg und Silkeborg. Im Juli 2007 übernahm er die Estnische A-Nationalmannschaft, musste jedoch bereits im November 2007 den Posten wieder aufgeben. Von 2008 bis 2010 war er Co-Trainer bei seinem schon mehrmaligen Arbeitgeber Odense BK. 2011 übernahm er kurzzeitig die Position des Cheftrainers bei Vejle BK.
2011 trat er das Amt des Sportlichen Leiters beim dänischen Erstliga-Absteiger Esbjerg fB an. Von November 2012 bis Juni 2013 trainierte er den Erstligisten Silkeborg IF; der Verein stieg am Saisonende in die zweite Liga ab.

## Erfolge
- Europapokalsieger der Landesmeister 1973/74 (mit dem FC Bayern München)
- Deutscher Meister 1973/74 (mit dem FC Bayern München)
- Dänischer Pokalsieger 1970/71 (mit B 1909 Odense)